# Batte (ruisseau)
Pour les articles homonymes, voir Batte.
La Batte est un petit ruisseau de Belgique, affluent en rive droite de la Vire faisant partie du bassin versant de la Meuse via la Chiers. Il coule entièrement en province de Luxembourg.

## Parcours
Prenant sa source, ou plutôt ses sept sources, dans le sud de Battincourt et passant au nord d'Halanzy, il traverse les villages de Musson et Baranzy avant de confluer avec le ruisseau de Cussigny et deux autres venant du nord et former ensemble la Vire peu avant Signeulx (commune de Musson) et Ville-Houdlémont (France). Leurs eaux alimenteront le Chiers, affluent important (rive droite) de la Meuse. 
La Batte a donné son nom au village de Battincourt.